# Hybomitra liorhina
Hybomitra liorhina är en tvåvingeart som först beskrevs av Philip 1936.  Hybomitra liorhina ingår i släktet Hybomitra och familjen bromsar. Inga underarter finns listade i Catalogue of Life.